# Stella Rocket
Stella Rocket är en svensk rockgrupp som släppte sitt första album, Stella Rocket, 2004.  
Singeln Animals spelades på radion den sommaren och lite senare kom uppföljaren Tokyo. 
Håkan Hellström har gjort en version av  låten "With You" på sitt album "Illusioner" från 2018.  
2007 släpptes singeln Armstrong och i januari 2009 Keep On.  
Bandets andra studioalbum, To the Birds spelades in i Fashion Police studios och släpptes i november 2009.  
Omslaget är gjort av Joel Berg.  

## Diskografi
Studioalbum
- 2004 – Stella Rocket
- 2009 – To the Birds

Singlar
- 2004 – "Animals" / "Lip"
- 2007 - "Armstrong"
- 2009 – "Keep On" / "Gothenburg Boys"